# Castro de Fuentidueña
Castro de Fuentidueña es un municipio de España, en la provincia de Segovia, comunidad autónoma de Castilla y León. Tiene una superficie de 19,72 km².
Tiene un manantial llamado La Salvadora. Este municipio posee baja población durante los meses de invierno pero en los meses más cálidos la población aumenta 10 veces más según el ICED (Instituto Comarcal de Estadística de la Diputación). Son conocidas las bodegas en el Cerro Santa Lucía por las típicas reuniones familiares. Es conocido por sus festivales de Rock (SEGOROCK).

## Geografía

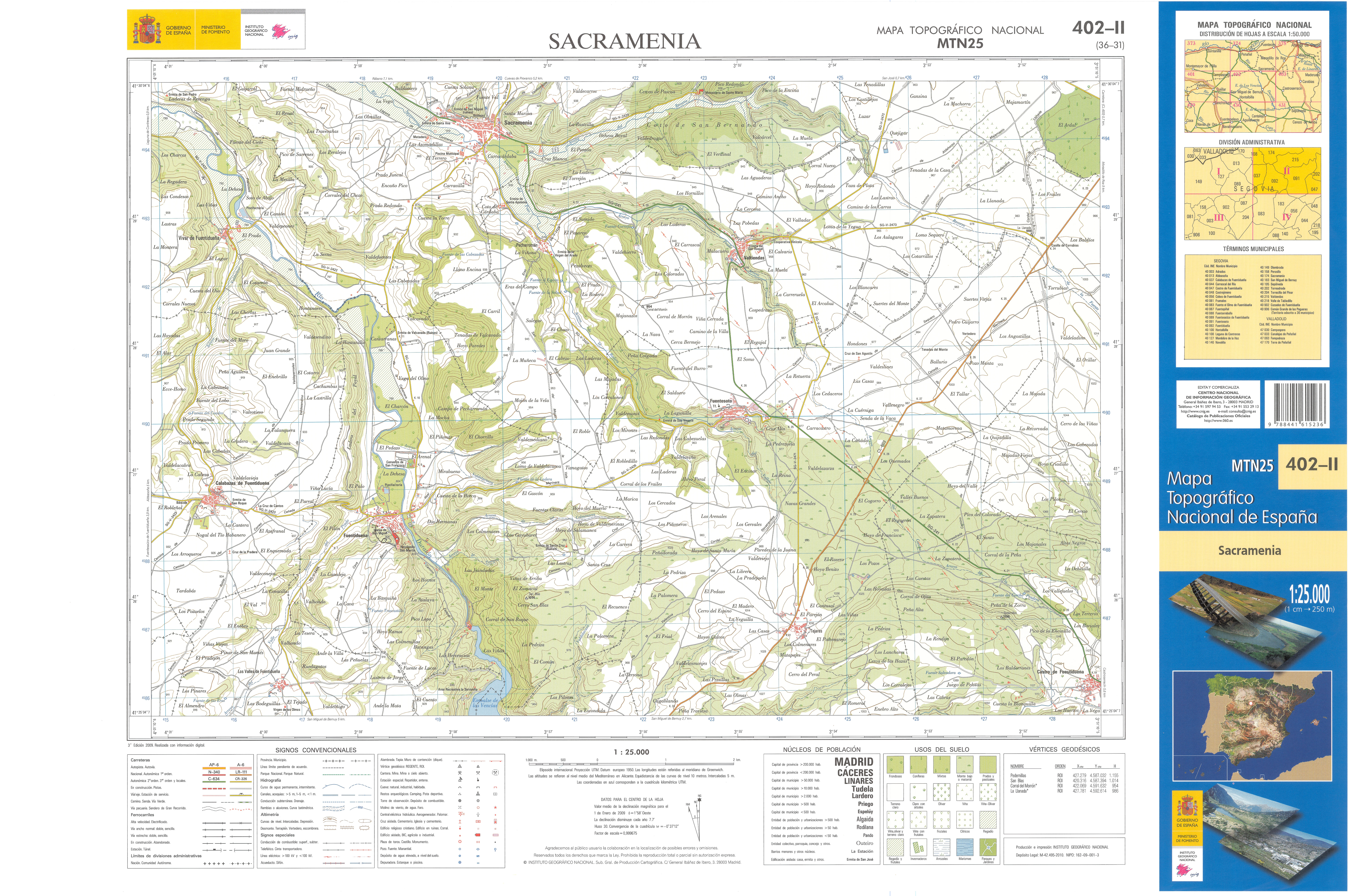
Fragmento de la hoja 402 del Mapa Topográfico Nacional de España de 2009 en el que se representa parte oeste de Castro de Fuentidueña

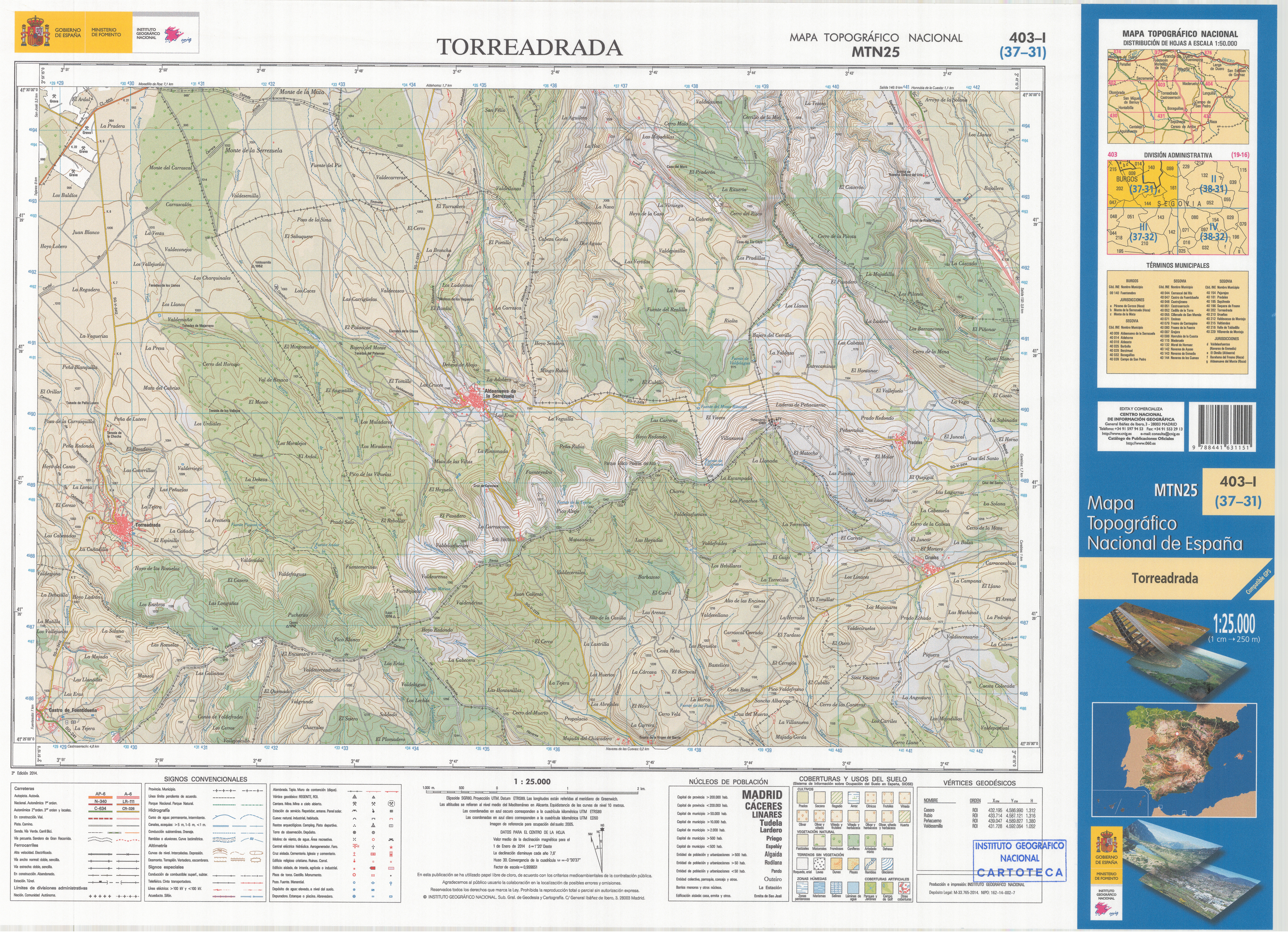
Fragmento de la hoja 403 del Mapa Topográfico Nacional de España de 2014 en el que se representa parte este de Castro de Fuentidueña

La localidad de Castro de Fuentidueña se encuentra situada en la zona central de la península ibérica, en el extremo norte de la provincia de Segovia, y tiene una superficie de 19,72 km².
| Noroeste: Fuentesoto           | Norte: Torreadrada | Noreste: Torreadrada  |
| Oeste: Tejares                 |                    | Este: Castrojimeno    |
| Suroeste: Cobos de Fuentidueña | Sur: Castrojimeno  | Sureste: Castrojimeno |

### Clima
El clima de Castro de Fuentidueña es mediterráneo continentalizado, como consecuencia de la elevada altitud y su alejamiento de la costa, sus principales características son:
- La temperatura media anual es de 11,50 °C con una importante oscilación térmica entre el día y la noche que puede superar los 20 °C. Los inviernos son largos y fríos, con frecuentes nieblas y heladas, mientras que los veranos son cortos y calurosos, con máximas en torno a los 30 °C, pero mínimas frescas, superando ligeramente los 13 °C.

- Las precipitaciones anuales son escasas (504,20mm) pero se distribuyen de manera relativamente equilibrada a lo largo del año excepto en el verano que es la estación más seca (76,00mm). Las montañas que delimitan la meseta retienen los vientos y las lluvias, excepto por el Oeste, donde la ausencia de grandes montañas abre un pasillo al Océano Atlántico por el que penetran la mayoría de las precipitaciones que llegan a Castro de Fuentidueña.

| Precipitaciones por estación (mm) |        |        |          |        |
| Primavera                         | Verano | Otoño  | Invierno | TOTAL  |
| 148,30                            | 76,00  | 143,40 | 136,40   | 504,20 |

En la Clasificación climática de Köppen se corresponde con un clima Csb (oceánico mediterráneo), una transición entre el Csa (mediterráneo) y el Cfb (oceánico) producto de la altitud. A diferencia del mediterráneo presenta un verano más suave, pero al contrario que en el oceánico hay una estación seca en los meses más cálidos.
| Parámetros climáticos promedio de Aldeanueva de la Serrezuela en el periodo 1966-2003                                                             | Parámetros climáticos promedio de Aldeanueva de la Serrezuela en el periodo 1966-2003 | Parámetros climáticos promedio de Aldeanueva de la Serrezuela en el periodo 1966-2003 | Parámetros climáticos promedio de Aldeanueva de la Serrezuela en el periodo 1966-2003 | Parámetros climáticos promedio de Aldeanueva de la Serrezuela en el periodo 1966-2003 | Parámetros climáticos promedio de Aldeanueva de la Serrezuela en el periodo 1966-2003 | Parámetros climáticos promedio de Aldeanueva de la Serrezuela en el periodo 1966-2003 | Parámetros climáticos promedio de Aldeanueva de la Serrezuela en el periodo 1966-2003 | Parámetros climáticos promedio de Aldeanueva de la Serrezuela en el periodo 1966-2003 | Parámetros climáticos promedio de Aldeanueva de la Serrezuela en el periodo 1966-2003 | Parámetros climáticos promedio de Aldeanueva de la Serrezuela en el periodo 1966-2003 | Parámetros climáticos promedio de Aldeanueva de la Serrezuela en el periodo 1966-2003 | Parámetros climáticos promedio de Aldeanueva de la Serrezuela en el periodo 1966-2003 | Parámetros climáticos promedio de Aldeanueva de la Serrezuela en el periodo 1966-2003 |
| Mes | Ene.                                                                                  | Feb.                                                                                  | Mar.                                                                                  | Abr.                                                                                  | May.                                                                                  | Jun.                                                                                  | Jul.                                                                                  | Ago.                                                                                  | Sep.                                                                                  | Oct.                                                                                  | Nov.                                                                                  | Dic.                                                                                  | Anual                                                                                 |
| --- | ------------------------------------------------------------------------------------- | ------------------------------------------------------------------------------------- | ------------------------------------------------------------------------------------- | ------------------------------------------------------------------------------------- | ------------------------------------------------------------------------------------- | ------------------------------------------------------------------------------------- | ------------------------------------------------------------------------------------- | ------------------------------------------------------------------------------------- | ------------------------------------------------------------------------------------- | ------------------------------------------------------------------------------------- | ------------------------------------------------------------------------------------- | ------------------------------------------------------------------------------------- | ------------------------------------------------------------------------------------- |
| Precipitación total (mm) | 36.70                                                                                 | 34.00                                                                                 | 51.90                                                                                 | 62.40                                                                                 | 31.50                                                                                 | 22.60                                                                                 | 22.00                                                                                 | 20.80                                                                                 | 31.10                                                                                 | 57.20                                                                                 | 55.10                                                                                 | 49.80                                                                                 | 504.20                                                                                |
| Fuente: Ministerio de Agricultura, Alimentación y Medio Ambiente. Datos de precipitación para el periodo 1966-2003 en Aldeanueva de la Serrezuela |                                                                                       |                                                                                       |                                                                                       |                                                                                       |                                                                                       |                                                                                       |                                                                                       |                                                                                       |                                                                                       |                                                                                       |                                                                                       |                                                                                       |                                                                                       |

## Geografía humana

### Demografía
Cuenta con una población de 48 habitantes (INE 2024).
| Gráfica de evolución demográfica de Castro de Fuentidueña entre 1842 y 2021                                           |
| |
| Población de derecho según los censos de población del INE. Población de hecho según los censos de población del INE. |

| 91            | 85 | 73 | 66 | 64 | 54 | 51 | 40 | 31 | 29 | 37 |
| (Fuente: INE) |    |    |    |    |    |    |    |    |    |    |

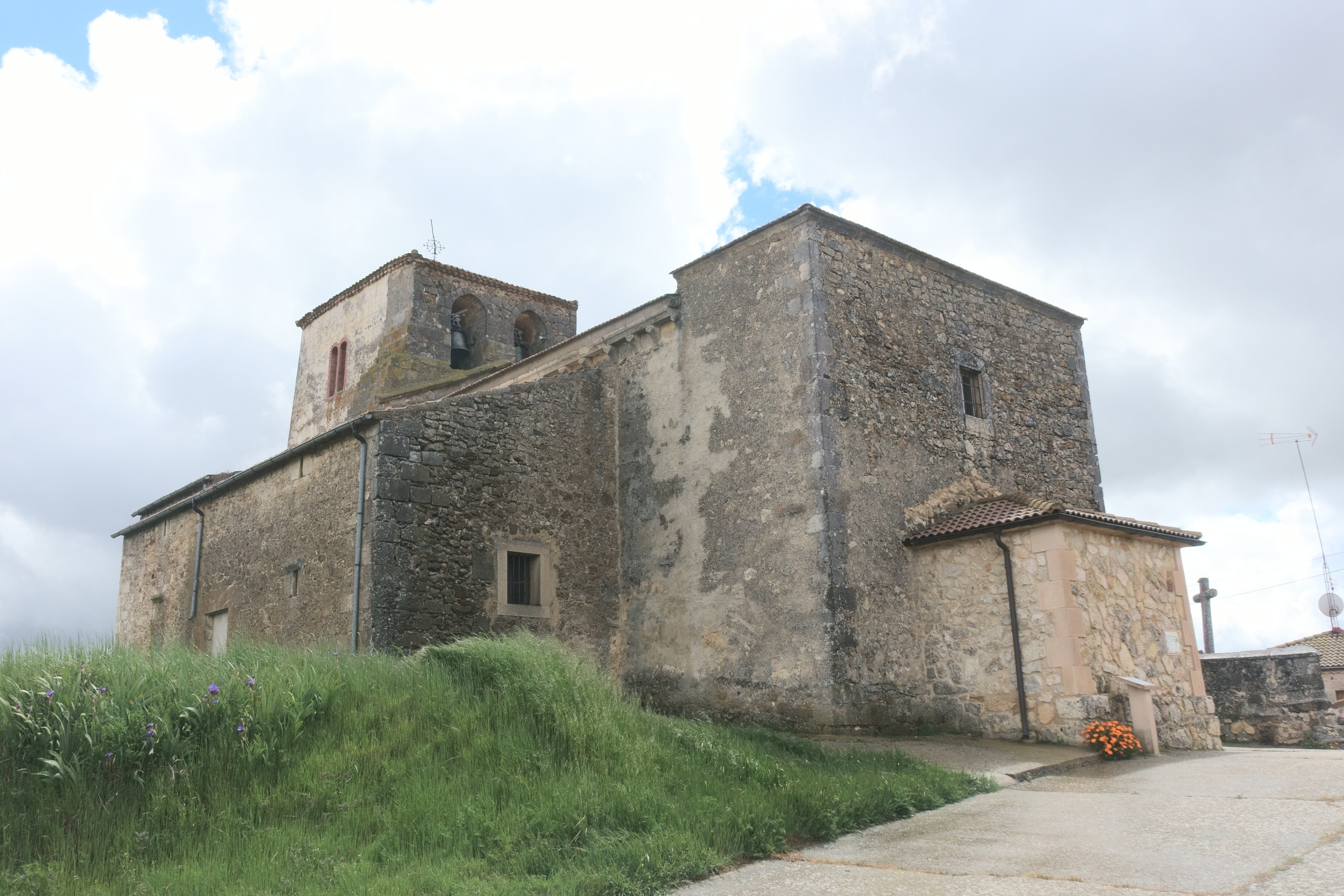
Iglesia de la Concepción.

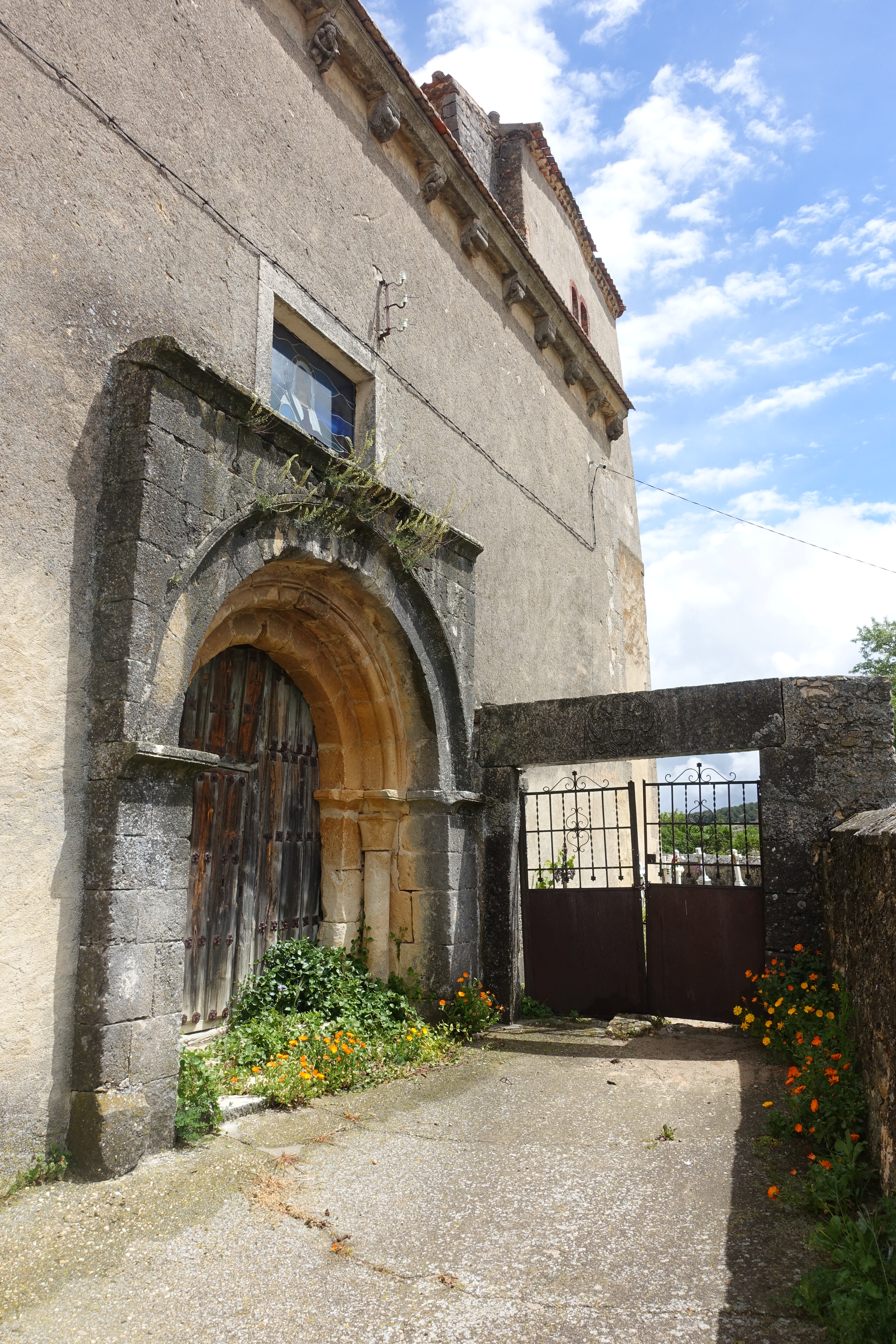
Detalle de la iglesia.

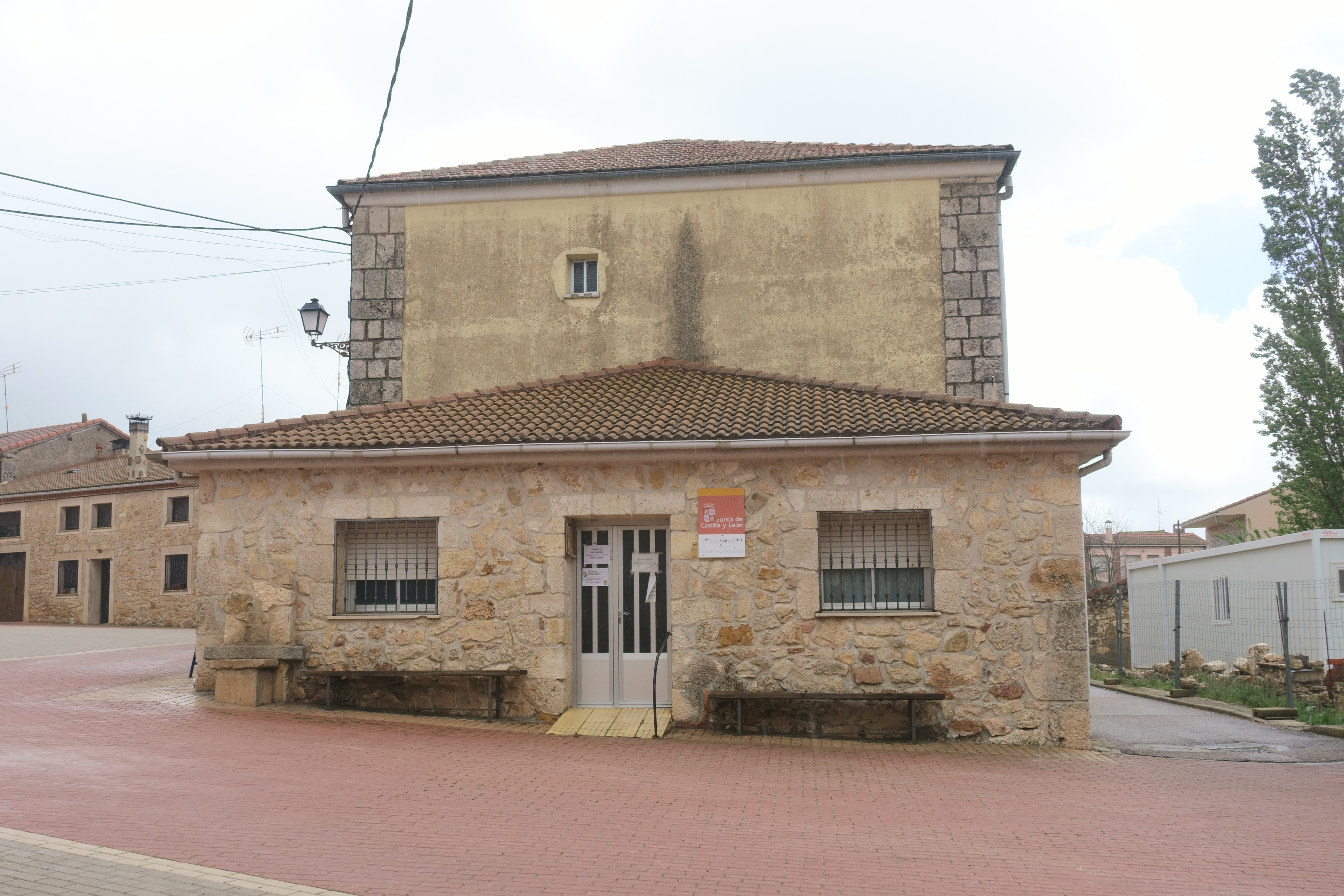
Consultorio médico.

La población de Castro de Fuentidueña ha ido experimentando un importante descenso desde hace años debido al éxodo rural, especialmente significativo fue el periodo de 1950 a 1980, en que se redujo a menos de la mitad su número de habitantes debido a la emigración hacia las grandes ciudades, especialmente Madrid y Valladolid, sin embargo, a partir de los años ochenta, este descenso se desacelera debido principalmente a la reducción del ritmo migratorio.

## Administración y política
| Periodo   | Nombre                      | Partido   |
| --------- | --------------------------- | --------- |
| 1979-1983 | Ildefonso Llorente González | UCD       |
| 1983-1987 | Pedro Vaquerizo Rojas       | AP-PDP-UL |
| 1987-1991 | Antonia Peña Miguel         | PDP       |
| 1991-1995 | Antonia Peña Miguel         | PP        |
| 1995-1999 | M. Mercedes Benito García   | PP        |
| 1999-2003 | Pedro Vaquerizo San José    | PP        |
| 2003-2007 | Pedro Vaquerizo San José    | PP        |
| 2007-2011 | Pedro Vaquerizo San José    | PP        |
| 2011-2015 | Jesús Vaquerizo Rojas       | PP        |
| 2015-2019 | Jesús Vaquerizo Rojas       | PP        |
| 2019-2023 | Jesús Vaquerizo Rojas       | PP        |
| 2023-act. | Jesús Vaquerizo Rojas       | PP        |